# Protestele din România din 2025
Proteste au avut loc în toată România din decembrie 2024 până în mai 2025, ca răspuns la decizia fără precedent a Curții Constituționale din decembrie 2024 de a invalida alegerile prezidențiale din 6 decembrie 2024. Controversa a început când candidatul populist de extremă dreapta Călin Georgescu a câștigat în mod neașteptat primul tur al alegerilor din 24 noiembrie, determinând Curtea Constituțională să declare că în campania lui Georgescu au avut loc ingerințe rusești și nereguli electorale. Procurorii români au lansat anchete penale împotriva lui Georgescu pentru sprijinirea grupărilor neofasciste și încălcări electorale, în timp ce autoritățile au reprogramat alegerile pentru mai 2025.
În perioada decembrie 2024 - mai 2025, protestele pro-Georgescu și antiguvernamentale au escaladat ca amploare și intensitate, zeci de mii de oameni adunându-se la București în timpul mitingurilor din ianuarie și martie organizate de partidul Alianța pentru Unitatea Românilor (AUR). Conduși de liderul partidului, George Simion, protestatarii au cerut reluarea turului 2 al alegerilor, au acuzat guvernul de dezrădăcinarea principiilor democratice și au cerut demisia prim-ministrului Marcel Ciolacu.

## Context
Pe 24 noiembrie, candidatul de extremă dreapta Călin Georgescu a câștigat primul tur al alegerilor prezidențiale. Surpriza ce a venit a stârnit imediat acuzații de nereguli la urne și de potențiale ingerințe din partea Federației Ruse. Autoritățile electorale au efectuat o renumărare a voturilor pe fondul controverselor și protestelor crescânde. După primul tur al alegerilor, peste o mie de tineri români s-au adunat în Piața Universității din București pentru a demonstra împotriva victoriei lui Georgescu, strigând sloganuri precum „Putin, nu uita, România nu este a ta” sau „Alertă, alertă, alertă antifascistă”. Remarcile au făcut referire la declarațiile sale anterioare în care l-a descris pe Putin drept „un om care își iubește țara” și ca fiind „un stat inventat” sau acuzațiile pentru susținerea figurilor Mișcării Legionare din perioada interbelică. În ciuda acestor îngrijorări, pregătirile au continuat pentru un tur de scrutin programat pentru 8 decembrie, între principalii candidați.
Cu toate acestea, într-o mișcare fără precedent, pe 6 decembrie 2024, cu două zile înainte de turul doi planificat, Curtea Constituțională a României a anulat brusc întregul scrutin. Această decizie extraordinară a aruncat țara într-o incertitudine politică fără precedent de la revoluția din 1989 și a declanșat indignare publică pe scară largă. La publicarea hotărârii sale, Curtea Constituțională a justificat anularea alegerilor invocând mai multe presupuse încălcări constatate în informațiile declasificate. Printre acestea se numărau acuzațiile privind utilizarea ilegală a tehnologiilor digitale, cum ar fi inteligența artificială, în timpul campaniei. Instanța a făcut referire la utilizarea „surselor nedeclarate” de finanțare a campaniei, menționând că Georgescu a raportat oficial zero cheltuieli de campanie. Instanța a raportat, de asemenea, atacuri cibernetice rusești care vizau sistemele electorale românești.
Mulți analiști politici au indicat prezența semnificativă a lui Georgescu pe rețelele de socializare ca fiind un factor cheie în succesul său neașteptat. Contul său de TikTok acumulase peste 646.000 de urmăritori și 7,2 milioane de aprecieri, ceea ce a stârnit suspiciuni în rândul unor experți și oficiali guvernamentali că numărul său de urmăritori online ar fi putut fi umflat artificial. Aparatul de securitate națională al României a susținut, de asemenea, că TikTok i-a acordat lui Georgescu un tratament preferențial în comparație cu alți candidați la președinție. Georgescu a formulat mai multe contestații în justiție împotriva deciziei Curții Constituționale. El a depus apel prin intermediul sistemului instanțelor interne din România, depunând simultan o plângere la Curtea Europeană a Drepturilor Omului, solicitând o revizuire judiciară internațională a situației.
În urma deciziei Curții Constituționale, autoritățile române au stabilit noi date pentru o reluare completă a alegerilor, programată pentru 4 mai 2025, cu un posibil al doilea tur de scrutin planificat pentru 18 mai 2025. Oficialii nu au clarificat dacă lui Georgescu i se va permite să participe la procesul electoral reprogramat. Pe 26 februarie 2025, procurorii români au inițiat o anchetă penală privind acțiunile electorale ale lui Georgescu. Acuzațiile includeau „incitare la acțiuni împotriva ordinii constituționale”, sprijinirea organizațiilor fasciste, implicarea în spatele atacurilor cibernetice care vizau sistemele electorale românești și depunerea de declarații false privind declarațiile de avere și finanțarea campaniei. Potrivit reprezentanților legali ai lui Georgescu, procurorii l-au plasat sub control judiciar.

## Proteste

### Decembrie 2024
Pe 8 decembrie 2024, peste o sută de susținători ai lui Georgescu s-au adunat la secțiile de votare din toată România pentru a protesta față de anularea fără precedent a turului doi al alegerilor prezidențiale. Demonstrațiile au avut loc în aceeași zi în care era programat să aibă loc al doilea tur de scrutin. Protestatarii au strigat sloganuri precum „Jos dictatura”, „Vrem să votăm” și „Hoții”. Georgescu a participat personal la demonstrație, susținând că a venit la secția de votare închisă „în numele democrației”, acuzând în același timp autoritățile că au anulat alegerile de teama că va câștiga.
Mai târziu în aceeași zi, George Simion, liderul partidului Alianța pentru Unirea Românilor (AUR), a organizat o demonstrație mai mică la o altă secție de votare din București. Aproximativ două sute de susținători i s-au alăturat lui Simion, unii ținând lumânări și afișând pancarte cu mesaje precum „Opriți dictatura”. În timpul acestei adunări, Simion s-a adresat reporterilor, declarând: „Suntem astăzi aici pentru a aprinde această lumânare pentru democrația din România, pentru a spune că poporul român este suveran și pentru a ne opune unei dictaturi.”
În afara țării, zeci de cetățeni români s-au adunat și la mai multe ambasade românești din Europa pentru a protesta împotriva anulării alegerilor.

### Ianuarie 2025
Pe 12 ianuarie, zeci de mii de manifestanți s-au adunat la ora 14:00 în Piața Universității din București, răspândindu-se în alte locuri, 200 de persoane protestând în jurul Pieței Victoriei la ora 22:30. Demonstrația a fost organizată de partidul AUR. Simion a caracterizat decizia Curții Constituționale drept „o lovitură de stat care a avut loc pe 6 decembrie”. El a mai declarat: „Ne pare rău să descoperim atât de târziu că trăiam într-o minciună și că eram conduși de oameni care pretindeau că sunt democrați, dar nu sunt deloc”. Cererea oficială a partidului AUR, așa cum a fost articulată de Simion în timpul protestului, cerea reluarea cursei prezidențiale cu cei doi candidați intrați în turul al doilea, în loc să se reia întregul proces electoral.

Protestatarii și-au exprimat nemulțumirea prin diverse sloganuri, printre care „Democrația nu este opțională” și „Vrem alegeri libere”. O cerere deosebită exprimată frecvent în rândul mulțimii a fost ca autoritățile să reia alegerile prezidențiale de la primul tur, deja încheiat, în loc să reia întregul proces electoral, cu un banner mare pe care scria „Dați-ne înapoi turul al doilea!”. Unii protestatari au adus vuvuzele, în timp ce alții au purtat haine tradiționale românești și au afișat simboluri religioase, inclusiv steaguri care îl înfățișau pe Iisus. Alți demonstranți au fost filmați și fotografiați claxonând, purtând steagul României și afișând pancarte cu mesaje care pledează pentru principiile democratice. Protestatarii au cerut, de asemenea, demisia prim-ministrului Marcel Ciolacu.

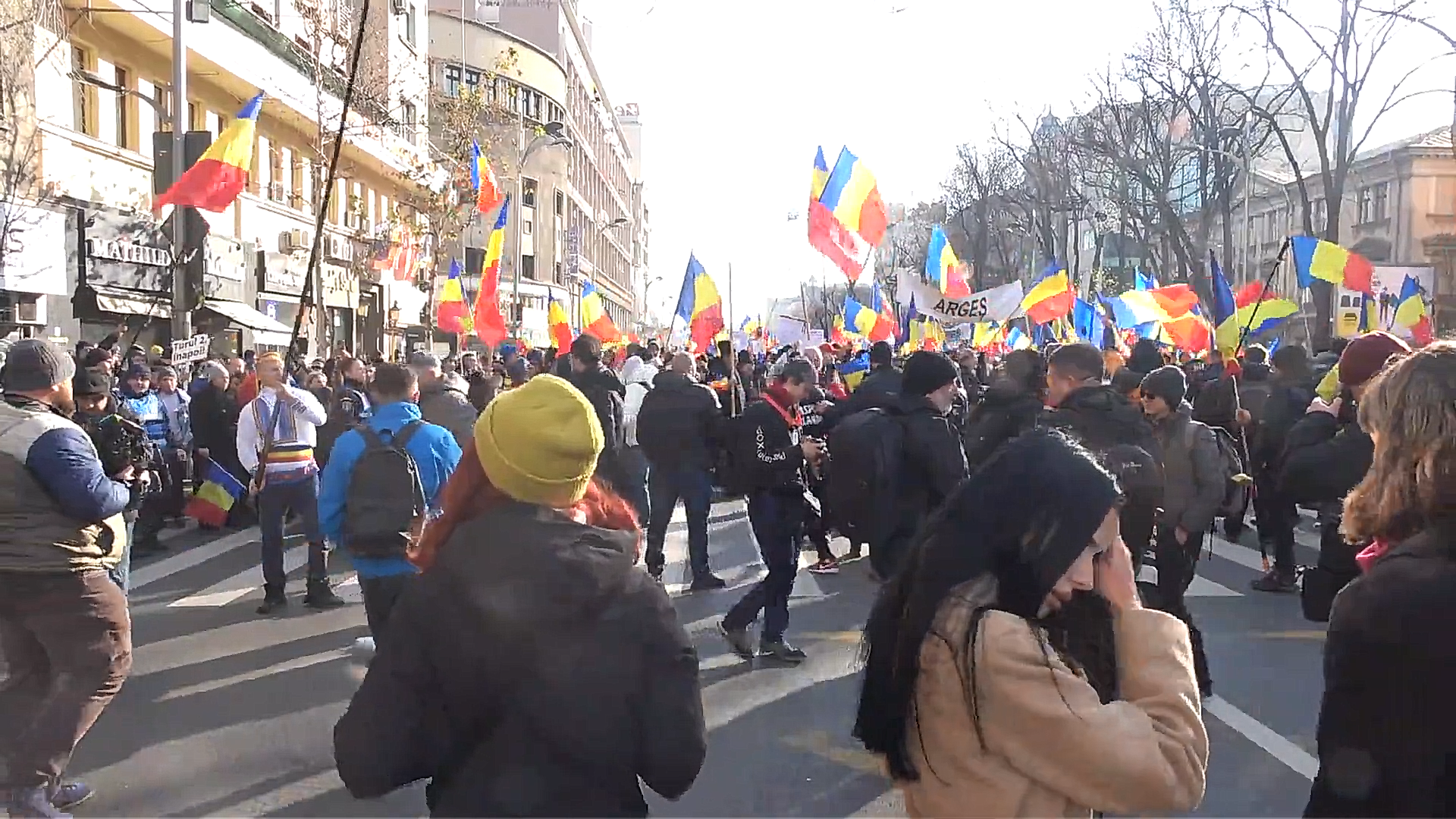
București, 12 ianuarie 2025

Forțele de ordine, inclusiv jandarmii, au menținut o prezență vizibilă pe tot parcursul demonstrației pentru a asigura siguranța publică, permițând în același timp desfășurarea protestului. Un raport al poliției a precizat că, deși demonstrațiile au fost pașnice, forțele de ordine au fost nevoite să aresteze trei protestatari din cauza deținerii ilegale de cuțite sau alte obiecte interzise.

### Februarie 2025
Pe 22 februarie, câteva mii de manifestanți s-au adunat în centrul Bucureștiului în fața clădirii Parlamentului României pentru a-și exprima sprijinul față de Georgescu și pentru a condamna anularea alegerilor din România din 2024. Partidul de extremă dreapta AUR a menținut o prezență vizibilă la protestul din 22 februarie, reprezentanții partidului colectând activ semnături pentru a-i susține candidatura la viitoarele alegeri reprogramate. Mulți protestatari au purtat pancarte cu mesaje care susțineau direct candidatura lui Georgescu, inclusiv sloganuri precum „Președintele Georgescu”. Alții au purtat steaguri românești, simboluri religioase și pancarte care exprimau recunoștință față de vicepreședintele Statelor Unite, J.D. Vance. Pancartele făceau referire la declarațiile lui Vance de la Conferința de Securitate de la München, care condamnau ferm anularea alegerilor din România ca fiind o decizie nedemocratică, similară practicilor din epoca sovietică și provenind din influențe externe din Uniunea Europeană. Georgescu a participat pe scurt la demonstrație pentru a mărșălui alături de susținători și a-i saluta.

### Martie-mai 2025
Pe 1 martie, zeci de mii de manifestanți s-au adunat la București pentru un important miting antiguvernamental organizat de grupuri politice de extremă dreapta. Demonstrația din martie a vizat în mod specific administrația premierului Marcel Ciolacu, exprimându-și în același timp sprijinul pentru Georgescu. Protestatarii au scandat sloganuri precum „Jos Guvernul” și „Hoții” și au purtat imagini cu Georgescu. Mai mulți manifestanți au plasat decupaje din carton înfățișându-l pe premierul Ciolacu în containere de gunoi. Demonstrația a avut loc la doar o zi după o moțiune de cenzură nereușită în parlamentul României. Moțiunea, susținută de AUR alături de alte două partide de opoziție de extremă dreapta, S.O.S. România și POT, a încercat, dar nu a reușit, să înlăture guvernul de coaliție al lui Ciolacu, format în urma alegerilor parlamentare din 1 decembrie 2024.

Liderul partidului AUR, George Simion, a organizat protestul, susținând că democrația din România a fost „călcată în picioare”. Într-o discuție cu jurnaliștii, Simion a caracterizat în mod explicit obiectivele protestului drept eforturi de „restaurare a democrației și a alegerilor libere”, cerând în același timp demisia prim-ministrului Ciolacu. El și-a exprimat scepticismul cu privire la integritatea viitoarelor procese electorale. Liderul Partidului Oamenilor Tineri (POT), Anamaria Gavrilă, a vorbit și ea la protest.

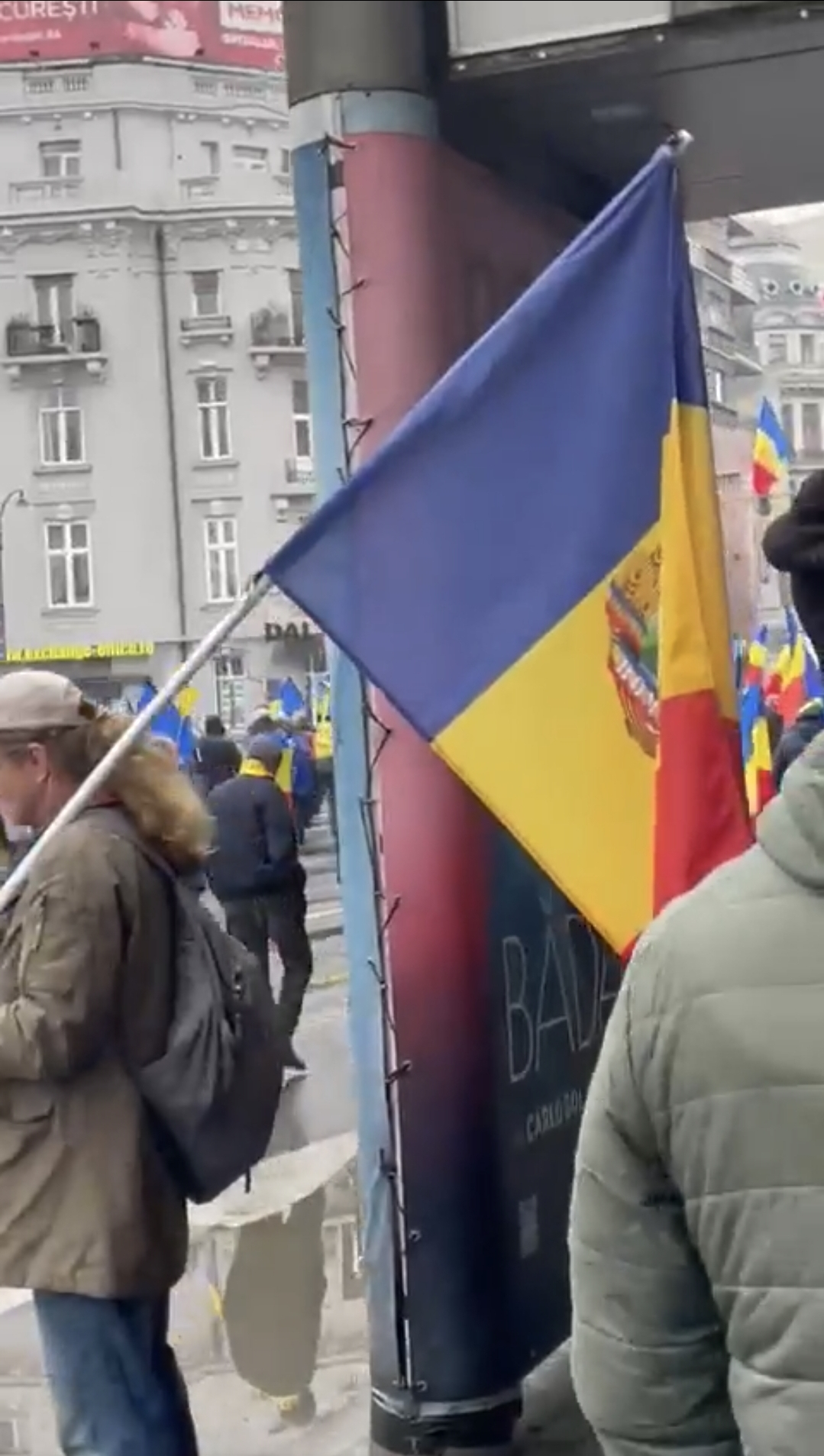
Un protestatar purtând steagul Republicii Socialiste România la un miting pro-Georgescu din București, pe 1 martie 2025

Georgescu a participat personal la demonstrația din 1 martie. În timpul apariției sale, s-a adresat mulțimii adunate, susținând că „sistemul a încercat cu răutate să ne divizeze” și susținând că „vechii și noii prieteni au încercat să-mi blocheze candidatura”. Georgescu a avut nevoie de asistență pentru a părăsi scena după ce și-a rostit discursul. Forțele de ordine și poliția antirevoltă erau poziționate în jurul zonei de protest. Rapoartele au indicat că poliția a menținut protocoale eficiente de gestionare a mulțimii, deoarece nu au fost raportate confruntări semnificative între protestatari și forțele de securitate.
Politicieni naționaliști de dreapta străini au luat cuvântul și ei la mitingul din 1 martie, inclusiv liderul partidului Renașterea din Bulgaria, Kostadin Kostadinov, eurodeputatul spaniol al partidului Vox, Hermann Tertsch, și eurodeputatul polonez al Partidului Lege și Justiție, Ryszard Czarnecki.

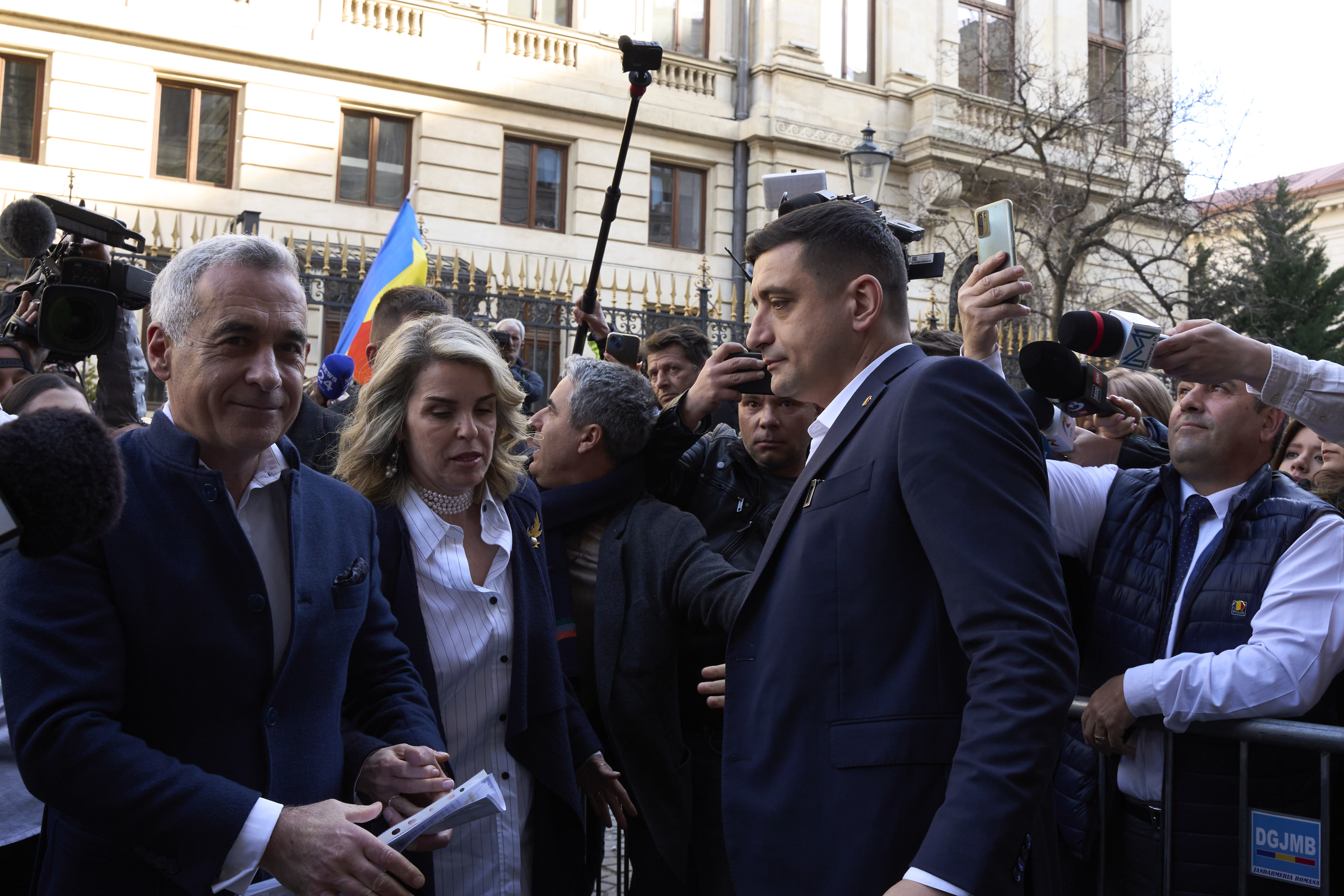
Georgescu sosește împreună cu Simion la Biroul Electoral Central pentru a-și depune candidatura pe 7 martie. Aceasta a fost respinsă două zile mai târziu.

Pe 9 martie, candidatura lui Georgescu a fost respinsă, ceea ce a dus la noi proteste. Pe 11 martie, Alternativa Dreaptă și-a declarat sprijinul pentru proteste. După ce anunțase acest lucru cu două zile înainte, Simion a ajuns la Biroul Electoral Central (BEC) pe 14 martie, însoțit de fostul prim-ministru polonez Mateusz Morawiecki, pentru a-și depune candidatura la președinție, după ce a strâns 604.000 de semnături, peste minimul de 200.000. BEC i-a aprobat candidatura în ziua următoare, care era și termenul limită pentru înregistrarea candidaților, Simion declarând: „Am trecut de BEC, acum să vedem dacă trecem de CCR și revenim la democrație”. CCR i-a validat candidatura o zi mai târziu, precum și pe cele ale lui Nicușor Dan și Victor Ponta. Confirmarea finală că lui Simion i se va permite să candideze a fost dată pe 19 martie, CCR respingând toate apelurile împotriva candidaturii sale, precum și pe cele împotriva lui Gavrilă. În aceeași zi, Gavrilă și-a retras candidatura, susținându-l pe Simion. O listă finală cu toți cei 11 candidați a fost publicată a doua zi.
Pe 15 martie, un contraprotest pro-european a fost organizat la București și în alte orașe din România. Se estimează că au participat peste 15.000 de persoane, potrivit Radio Europa Liberă.

26 martie 2025

## Alegerile din mai 2025 și urmări
Alegerile prezidențiale repetate au avut loc pe 4 mai, respectiv 18 mai 2025. Alegerile prezidențiale și campania electorală atât din primul tur cât și din cel de al doilea au arătat o polarizare politică fără precedent în societate. Primul tur al alegerilor repetate au rezultat în victoria lui George Simion cu 40,96% din voturile exprimate, urmat de Nicușor Dan cu 20,99%, pe locul 3 clasându-se candidatul partidelor tradiționale PSD, PNL și UDMR Crin Antonescu cu 20,07% (reconfirmând pierderea sprijinului electoral pentru partidele tradiționale, candidatul comun nereușind să intre în cel de al doilea tur de scrutin, rezultând în al doilea eșec major pentru partidele politice tradiționale fiind lăsate în afara cursei prezidențiale în finala prezidențială). Pe 18 mai a avut loc cel de al doilea tur de scrutin rezultat cu o prezență record la vot de 64,72%, cea mai mare prezență de la scrutinul din 2014. Nicușor Dan a câștigat alegerile cu 53,60% din voturile exprimate în timp ce George Simion a obținut 46,40%.
Se consideră că protestele au luat capăt începând cu 26 mai, ziua în care Nicușor Dan a fost oficial inaugurat ca fiind cel de al șaselea președinte al României.